# Echinoclathria leporina
Echinoclathria leporina är en svampdjursart som först beskrevs av Jean-Baptiste Lamarck 1814.  Echinoclathria leporina ingår i släktet Echinoclathria och familjen Microcionidae. Inga underarter finns listade i Catalogue of Life.